# Sporting Club de Bastia
L'Sporting Club de Bastia, generalment abreujat com a SCB, és un club de futbol professional de la ciutat de Bastia (Còrsega), que actualment milita a la Ligue 2 després del seu ascens la temporada 2020-2021.
Dos títols de campió del campionat francès de la Ligue 2, una Copa francesa de futbol, una Copa Intertoto de la UEFA, un Challenge des Champions i una final de la Copa de la UEFA, conformen el palmarès del club més popular del futbol cors.
L'Sporting Club de Bastia reté encara avui dia un gran nombre d'aficionats per la seva història vinculada a la reconquesta de la identitat corsa.
Durant la seva història ha rebut les denominacions següents:
- Sporting Club Bastia: 1905 a 1962.
- Sporting Étoile Club Bastia: 1962 a 1992 (en fusionar-se amb l'Étoile Filante Bastia).
- Sporting Club Bastia: 1992 a l'actualitat.

En l'actualitat el club és propietat d'una Société coopérative d'intérêt collectif (Terme francés per indicar una Cooperativa d'interès social), en la qual les famílies Luiggi i Ferrandi tenen el 38% d'aquest, el 22% pertany als patrocinadors, el 20% als socis i el darrer 10% pels treballadors actuals i antics del club i un 10% d'altres col·lectius.

## Història

### Inicis
El club va ser fundat el 1905 pel suís Hans Ruesch que havia arribat de Barcelona per ensenyar alemany a l'Institut de Bastia. El primer president del club va ser Émile Brandizi. En els primers anys, el club cors evolucionà a la Place d'Arme de Bastia.
Originalment, el club era una entitat poliesportiva. A part de futbol, també es practicava l'atletisme, aixecament de pes, boxa i lluita. Una sala d'entrenament situada al Marché aux Poissons, estava reservada als socis del club. Emile Brandizi va assumir la presidència del club el 1905. El càrrec de secretari-tresorer va ser assignat a Charles Bergassoli, que havia estat un dels estudiants de secundària en l'origen de la creació de l'Sporting (membre fundador). El 1908, Joachim Vincensini va succeir el Sr. Brandizi. Aquest últim va haver de renunciar a la presidència per malaltia; va morir el 1914 amb només quaranta anys.
Els debuts de l'esport a Bastia i a Còrsega, van ser dolorosos, ja que la població no acostumava a practicar esport en aquell moment. A més, segons explica el Sr. Bergassoli, va ser "necessari fer que els pares acceptessin el desgast de les sabates, perquè les equipacions reals no van arribar fins més tard. I potser va ser el color del jersei (blau i blanc) el que va calmar alguns esperits". Amb el temps, el futbol començava a guanyar popularitat. Els dirigents de l'època i el president Vincensini es van comprometre així a formalitzar la societat esportiva i el 26 de juny de 1908 va lliurar a la subprefectura de Bastia els estatuts necessaris.El diumenge i el dilluns de Pasqua de 1911 es va organitzar el Challenge Piccioni. L'Sporting es va enfrontar a dos equips d'Aiacciu, integrats entre d'altres de jugadors anglesos de vacances a la Ciutat Imperial, i al jugador del Stade St-Raphaël Canet, que com a anècdota va trencar la cama del defensa bastiais Peretti.
S'havien de jugar altres partits entre les formacions de Bastia i d'altres poblacions de l'illa, contribuint a divulgar el futbol illenc, que va estar seguit per un públic creixent. Però la Primera Guerra Mundial posaria fi a les competicions entre 1914 i 1918 i frenà el futbol cors i el seu impuls.

### L'Sporting després de la gran guerra
El 1919, Toussant Maestracci es va convertir en el nou president de l'Sporting. El 31 de maig de 1920, el club va obtenir la seva aprovació (amb el número 7972) com a societat esportiva per a l'entrenament físic i la preparació pel servei militar. Aquest estat també permet que el club estigui exempt de l'impost sobre espectacles. Després d'un any de presidència, Toussant Maestracci va deixar pas a Charles Guitton el 1920. Els partits es van jugar llavors a la Plaça Saint Nicolas, on els jugadors havien d'evitar els fanals existents al terreny de joc.
El 1921 es va crear a Ligue Corse de Football Association (LCFA), presidida per J. Vicensini, expresident de l'Sporting del 1908 al 1914. Els partits es van oficialitzar. L'1 d'agost de 1921, la Fédération Française de Football Association (FFFA) va registrar l'afiliació de l'Sporting Club de Bastia. Les societats (clubs) de Bastia es van reunir a Corti, on perdrien si no ho aconseguien. En efecte, només hi havia l'Stade Olympique com a terreny de joc a Bastia, però incloïa un plataner al centre del terreny, que el governador va negar-se a tallar. Així els partits no podien tenir lloc allà.
El 1922, quan Joseph Cesari (que va substituir el senyor Guitton) va prendre possessió com a president, els dirigents van haver d'acceptar de jugar al camp de Corti, l'únic estadi aprovat per la LCFA per jugar partits oficials. Durant la presidència de J. Cesari, pare dels jugadors Jean-Marie i Armand, el club no va guanyar cap trofeu. El 1925, l'Sporting es fusiona amb l'Olympique Bastiais. Louis Orenga es va convertir llavors en el nou president de l'SCB, el sisè de la història. Al final de la temporada 1925/26, el club va guanyar el seu primer doblet Copa-Campionat, cosa que repetiran quatre anys seguits. Durant set anys consecutius, des del 1925 fins al 1932, l'Sporting va guanyar el Campionat i cinc Copes de Còrsega.

### Els anys 1930 i la inauguració de l'estadi de Furiani
El 12 de desembre de 1930, el doctor Pierre Luciani, un dels membres fundadors del club el 1905, va ocupar el càrrec de president deixat per Louis Orenga. El 31 de desembre es va organitzar un gran banquet per celebrar el 25è aniversari del S.C. Bastia, al qual van ser convidats jugadors, dirigents i personalitats de l'illa. Per instància del president Luciani, s'havia de construir un estadi pertanyent al club. El lloc anomenat "Campaleone", comprat el 1926 per Joseph Cesari, Louis Orenga, Pierre Luciani, José Mattei i Pierre Grimaldi per 3.500 francs, es vendria al club l'1 de juliol de 1931. Es van posar les bases. El 8 de gener de 1932, un telegrama del senyor François Pietri, ministre de les colònies al gabinet de Tardieu, va informar de 67.000 francs en subvencions pagades al SCB. El 4 de febrer, la primera pedra va ser col·locada simbòlicament pel president Luciani, el secretari Pierre Grimaldi i Laurent Cascinelli.
El 16 d'octubre de 1932, s'inaugurà l'estadi de Furiani. Per a l'ocasió l'Sporting va fer una trucada a una selecció d'Aiacciu. El 25 de juliol de 1933,el Comitè Directiu va donar el nom de "Doctor Luciani" a l'estadi de Furiani, ja que ell havia treballat tant per a la creació i la realització de l'estadi. Amb la satisfacció del deure complert, el doctor Luciani es va retirar de la presidència el 9 de novembre de 1933. Va ser llavors quan Victor Lorenzi, un banquer de professió, es va convertir en president del Consell d'Administració. La temporada 1934/35 va marcar un altre doblet Copa-Campionat. El 21 de gener de 1936, Armand Cesari, antic capità de l'Sporting, va morir als 33 anys. L'estadi de Furiani ha rebut el seu nom des de la temporada 1937/38.

### El SC Bastia sota la presidència de Victor Lorenzi
Sota la seva presidència, l'Sporting va guanyar ni més ni menys que vuit títols de Campió de Còrsega i vuit Copes de Còrsega. Ambiciós i visionari, volia portar el club a un nivell superior, amb el SCB guanyant-ho tot en l'àmbit regional.

#### L'accés del S.C. Bastia al Campionat de França Amateur
Tanmateix, la Federació Francesa de Futbol es va negar el 1958 a què un club cors pogués jugar al Campionat de França Amateur (CFA). Amb l'ajuda de Jean Zuccarelli, aleshores president de la Lliga Corsa de Futbol, Victor Lorenzi va aconseguir anul·lar aquesta regla insensata i discriminatòria. Això va permetre a l'Sporting, després d'haver acabat campió de Còrsega durant la temporada 1958/59, accedir al CFA, que deixarà després de només dos anys (durant la temporada 1960/61).
El 1961 es va acceptar que un segon club cors podia evolucionar al CFA (el Consell Nacional va imposar abans d'aquesta data una clàusula que estipulava que "en cap cas Còrsega no pot reclamar tenir més d'un representant en CFA"), que al seu torn va permetre al Gazélec Football Club Ajaccio (GFCA) accedir al campionat nacional amateur. Campions de Còrsega el 1963, els blaus van tornar al CFA, dos anys després de deixar-lo. El 31 de maig de 1963, l'Sporting es fusionà amb el seu veí Etoile Filante Bastiaise, per formar l'Sporting Etoile Club Bastia, també conegut per l'acrònim SECB. Al final de la temporada 1964/65, l'Sporting va finalitzar 2n al grup sud-oest del CFA, per darrere del GFCA. El fet que aquest últim no va voler arribar al nivell superior de la Division 2, va fer que el SECB i el seu president Victor Lorenzi al capdavant, van pensar a unir-se a la D2 en lloc del club d'Aiacciu. A finals d'abril de 1965, es va mantenir una entrevista amb el Sr. Chiarisoli, el president de la Federació Francesa de Futbol i de l'associació professional en aquell moment. L'Sporting Club de Bastia havia obtingut el dret a jugar, per primera vegada en la seva història, a la Divisió 2, marcant així l'entrada del SECB a l'era del futbol professional.

#### El S.C. Bastia accedeix al nivell professional

##### La Division 2

###### Temporada 1965/1966
Després d'haver adquirit l'ascens a la Division 2, el SECB contracta l'entrenador Jules Nagi. Etienne Sansonetti i René Ferrier (capità de la Selecció de futbol de França, 24 seleccions) procedents de l'Association Sportive de Saint-Étienne Loire van venir a reforçar l'equip, com ho va fer Boukhalfa, que ja coneixia el Bastia per haver evolucionat al CFA durant el servei militar. Ells permeten de realitzar una temporada molt bona. Els Blaus acaben quarts en la seva primera temporada en l'àmbit professional.

###### Temporada 1966/1967
Sota el lideratge de Lucien Jasseron, que va substituir a Jules Nagi l'estiu de 1966, els jugadors de l'Sporting van acabar tercers a la classificació. Però llavors només pujaven els dos primers... Aquella temporada l'Athletic Club Ajaccien es va coronar campió de D2 i va accedir a l'elit del futbol francès.

###### Temporada 1967/1968
La temporada 1967/1968 va ser la bona. Gràcies a un atac comandat per Robert Blanc i Franck Fiawo, que junts van marcar gairebé la meitat dels gols del Bastia, i una defensa de ferro (Gandolfi, Farina, Vincente, Borowski...), el SECB es va coronar campió de D2 i va incorporar-se a primera divisió.

##### La Division 1

###### Temporada 1968/1969
En aquesta primera temporada a l'elit, l'equip es veuria reforçat, sobretot, per Serra, Blanchard i Mekloufi, en procedència del Saint-Étienne. Tot i una primera part difícil de la temporada (15è sobre 18), l'equip es va recuperar després de la treva (gràcies sobretot a Mekloufi entrenador-jugador que va substituir Lucien Jasseron) i va acabar en un honorífic 6è lloc el 1969.

###### Temporada 1969/1970
La temporada 1969/1970, va ser ben complicada i el club va acabar 17è de 18. I deu la seva salvació a la plaça de play-off.

###### Temporada 1970/1971
A la temporada 1970/1971, l'Sporting va finalitzar in-extremis 17è d'un campionat que comptava llavors amb vint equips, gràcies a set victòries consecutives a Furiani.

###### Temporada 1971/1972
La temporada 1971/1972 va ser la del despertar de l'SECB amb l'arribada de Pierre Cahuzac, antic entrenador (i jugador) del GFCA, al qual va portar al capdamunt del CFA amb quatre títols de campió. El club va finalitzar novè i va arribar a la final de la Copa de França, perduda el 4 de juny de 1972 al Parc dels Prínceps contra l'Olympique de Marsella (2 - 1), campió de lliga aquell any.

###### Temporada 1972/1973
El 26 de juliol de 1972, l'Sporting guanya el seu primer títol a l'elit, en imposar-se per 5 - 2 a l'Olympique de Marsella en la final del Challenge des Champions (actualment anomenada Trophée des Champions i que enfronta els campions de lliga i Copa), disputada a l'Stade de Bon Rencontre a Toló.El 14 de setembre de 1972 va tenir lloc el partit entre el SECB i el Club Atlético de Madrid, corresponent a l'eliminatòria de setzens de final de la Recopa d'Europa de futbol, en el qual era el debut del Bastia en una competició europea. El partit es va jugar a Timizzolu (l'Stade Armand Cesari no va ser homologat per la UEFA per als partits europeus), que fa finalitzar en empat (0 - 0), malgrat que el conjunt cors va merèixer marcar algun gol.
Al segon partit, els Turchinu van obrir el marcador per mitjà de Félix, però finalment van caure derrotats per 2 - 1 a l'Estadi Vicente Calderón, essent eliminats a la primera ronda. Però aquesta experiència europea va ser un aperitiu del que experimentaria l'Sporting uns anys més tard. Al final d'aquesta temporada, on el club tornava a ser novè, Victor Lorenzi va deixar pas a Paul Natali. Després de quaranta anys al capdavant del SECB, l'emblemàtic president bastiais va deixar la direcció d'un club que dirigia des de l'amateurisme insular, a l'elit nacional del futbol.

### L'èpica europea i l'època àlgida del S.E.C. Bastia
La temporada 1974/1975 va suposar el començament de l'època àlgida del SECB. Amb un equip format per Paul Marchioni, Charles Orlanducchi, Georges Franceschetti i Claude Papi, per citar-ne alguns, l'Sporting viurà els millors anys de la seva història.

#### L'època àlgida del S.C.E. Bastia a mitjans dels anys setanta
La temporada 1974/1975, el club va classificar-se sisè al campionat, després vuitè la temporada següent. La temporada 1976/1977, el SECB va acabar al podi aconseguint el 3r lloc (millor classificació fins avui dia), amb el millor atac del campionat (82 gols), els grans arquitectes van ser Dragan Džajić, Fanfan Félix (21 gols cadascun), Jacques Zimako (15 gols) i Claude Papi (14 gols).
Durant aquests anys, es poden citar alguns dels grans noms que van evolucionar sota els colors "Biancu è turchinu": Ilija Pantelić (1971-1974), Serge Lenoir (1972-1976), Paul-Ferdinand Heidkamp (1973-1976), Zimako (1974-1977), Dzajic (1975-1977), Ognjen Petrovic (1976-1978), etc. La temporada 1977/1978, malgrat les sortides fora de temporada de dos jugadors clau (Djazic al FK Estrella Roja de Belgrad i de Zimako a l'Association Sportive de Saint-Étienne Loire), l'Sporting va registrar l'arribada prestats per Les Verts de Jean-François Larios i Félix Lacuesta, i sobretot, el gran Johnny Rep, finalista del Mundial 1974 amb els Països Baixos, procedent del València Club de Futbol. A la lliga, els bastiais aconsegueixen la cinquena posició. Però els ulls es reblàven en un altre lloc.

#### L'èpica europea del SECB (Copa de la UEFA 1978)

##### 1/32: Sporting Clube de Portugal
El 14 de setembre de 1977 va començar l'aventura del SECB als trentadosens de final de la Copa de la UEFA. Al partit d'anada, els Turchinu van causar sensació en vèncer a Furiani a l'Sporting Clube de Portugal (3 - 2, hat-trick de Félix). Al partit de tornada, el 29 de setembre a l'Estadi José Alvalade, Rep (86) i Félix (88) van classificar al Bastia al final del partit (victòria 1 - 2) per als setzens de final.

##### 1/16: Newcastle United F.C.
El sorteig designa els anglesos del Newcastle United Football Club per a la següent ronda. El 19 d'octubre de 1977, el SECB va guanyar als darrers minuts a casa (2 - 1), gràcies a un doblet de Claude Papi (51 i 89). Amb un únic gol d'avantatge, el partit de tornada semblava complicat a St. James' Park, i pocs creien en les possibilitats del Bastia. De fet, cap club del campionat francès havia guanyat mai un partit a Anglaterra. Tot i això, els homes de Pierre Cahuzac van creure en la sorpresa i van guanyar per 1 - 3 (gols de De Zerbi al 33 i un doblet de Rep als minuts 10 i 67) a casa dels Magpies. Els jugadors van ser rebuts per 2.000 aficionats a l'aeroport de Poretta.

##### 1/8: Torino Football Club
Per a la ronda de vuitens de final, el sorteig havia designat al gran Torino Football Club, format per molts internacionals com Graziani, Pulici i Sala, i considerat aleshores com un dels equips més prestigiosos d'Europa. El 23 de novembre de 1977, els Turchinu van guanyar de nou a Furiani. Tot i l'obertura del marcador per part de Paolo Pulici al minut vint-i-dos, Papi va igualar al minut trenta-set, abans que Rep donés la victòria al seu equip al minut seixanta-tres, gràcies a una assistència de Félix.
El partit de tornada té lloc el 7 de desembre a l'Stadio Comunale on 10.000 aficionats cors van desplaçar-se per animar l'equip. Invictes dos anys a casa, els italians del Toro guanyaven 2 - 1, establint un empat perfecte en els dos partits. Va ser llavors quan va aparèixer Merry Krimau i va fer tremolar les xarxes de Giuliano Terraneo, signant un doblet inoblidable que va anar a celebrar, de genolls, amb els braços alçats al cel, davant de la tribuna dels aficionats bastiais. El SECB va guanyar per 2 - 3 signant un èxit rotund.

##### 1/4: F.C. Carl Zeiss Jena
L'equip de Pierre Cahuzac havia donat un cop a Europa. L'1 de març de 1978, realitzen una exhibició de focs artificials als quarts de final contra els alemanys orientals del Fußball-Club Carl Zeiss Jena, de qui no es coneixia res en temps de la Guerra Freda. El marcador final va ser de 7 - 2. Al partit de retorn dels quarts de final disputat el 15 de març, l'Sporting perdrà per primera vegada després de set victòries consecutives, per 4 - 2 a Jena. Però, gràcies a la diferència de gols, es classifica fàcilment per a les semifinals de la C3.

##### 1/2: Grasshopper Club Zürich
Per primera vegada en cinc rondes, els "bianchi è turchini" van jugar el partit d'anada a domicili contra el Grasshopper Club Zürich. Els suïssos van guanyar el 29 de març de 1978 per 3 - 2. Al partit de tornada, malgrat una primera part controlada on els helvètics van patir, el marcador reflectia un empat sense gols que classificava als Cygales. Però a la segona part, Claude Papi va marcar al minut 67 el gol del triomf cors. El Bastia s'acabava de classificar per a la final de la Copa de la UEFA, davant de 13.000 aficionats eufòrics.

##### Final: PSV Eindhoven
El 26 d'abril de 1978 va tenir lloc l'anada de la final a Furiani, contra el PSV Eindhoven. El terreny de joc de Furiani estava impracticable a causa de les pluges caigudes abans de la final, i lògicament el partit s'hauria hagut d'ajornar.
Però l'àrbitre del partit, el iugoslau Maximovitch, va donar llum verda (potser a causa de la proximitat de la Copa del Món, la UEFA no va voler canviar el calendari). Al final del partit, malgrat el domini cors el resultat va ser d'empat (0 - 0).
El partit de tornada de la final es va jugar l'11 de maig de 1978 a Eindhoven. Els jugadors de l'Sporting van perdre per 3 - 0, desbordats en el partit i cansats per un calendari ajustat abans de la tornada contra els holandesos (3 partits de lliga en 6 dies).
La fi d'un somni i una èpica europea, que haurà revelat a tota França i al futbol europeu, aquest petit club de l'Sporting Etoile Club de Bastia, com a bandera de l'illa de Còrsega.

#### Bastia guanya la Coupe de France contra l'A.S. Saint-Etienne (1981)
Sota el lideratge d'Antoine Redin, que va arribar l'estiu de 1980 procedent de l'Association Sportive Nancy-Lorraine (a qui va entrenar durant deu anys i amb qui va guanyar la Coupe de France l'any 1978), els Bastiais guanyarien la prestigiosa Coupe de France. Després d'eliminar l'Stade Malherbe Caen Calvados Basse-Normandie, Association de la Jeunesse Auxerroise, Association Sportive de Monaco Football Club, Football Club Martingues a quarts de final i el Racing Club de Lens a la semifinal, l'Sporting va trobar-se amb el vigent campió, l'Association Sportive de Saint-Étienne Loire.
El 13 de juny de 1981 al Parc des Princes, per a la seva segona final, els Turchinu van guanyar per 2 - 1, gràcies als gols de Marcialis i de Roger Milla. Els Verds de Michel François Platini eren KO. Va ser la primera vegada que un club cors guanyava la Coupe de France (i encara és rellevant avui en dia), i milers d'aficionats van rebre com a herois als jugadors a Poretta, al Boulevard Paoli, etc. La Coupe també va recórrer Còrsega, viatjant amb orgull per tota l'illa.

### El S.E.C. Bastia post Coupe de France
La victòria a la Coupe de France, va obrir de nou les portes d'Europa al S.E.C. Bastia, concretament de la Recopa d'Europa, competició a la qual participava per segona vegada a la seva història.
Als setzens de final, el Bastia va enfrontar-se al FC KooTeePee Kotka finlandès, al qual va derrotar per un global de 5 - 0 (0 - 0 a Finlandia i 5 - 0 a Furiani), però a vuitens de final va finalitzar l'aventura europea en caure eliminat davant del SK Dinamo Tbilisi per un global de 2 - 4 (1 - 1 a Furiani i 3 - 1 a Tbilisi).
Malgrat que en aquells anys el Bastia va comptar amb jugadors de renom com Daniel Solsona Puig, Raimondo Ponte o Pascal Olmeta, no va poder repetir els èxits passats.

### La caiguda del S.E.C. Bastia
Després d'una desastrosa temporada 1985/86, amb només cinc victòries, el club va finalitzar lògicament en l'últim lloc de la Division 1. L'Sporting descendia després de divuit temporades consecutives a l'elit, a la qual havien arribat l'any 1968.
La temporada següent (1986/87), el SECB va ser cinquè de D2, acabant a només quatre punts del podi. Malgrat els resultats decents, el club no va aconseguir pujar al podi les següents temporades: 8è la 1987/88, 5è la 1988/89, 6è la 1989/90 i 1990/91 i 4t la 1991/92.

#### El desastre de Furiani
L'any 1992 va estar marcat per l'infame desastre de Furiani. El 5 de maig de 1992, el S.C. Bastia, rebia l'Olympique de Marseille (aleshores quàdruple campió de França) a les semifinals de la Coupe de France. Per l'ocasió, els dirigents de l'època, van enderrocar l'antiga tribuna nord de l'Stade Armand Cesari, per tal de construir una tribuna provisional amb 10.000 places, amb una alçada de quinze metres.
Malauradament, aquesta tribuna tubular es va construir ràpidament en només una setmana de treballs, i amb el muntatge de materials no conformes.
El dia del partit, el públic havia arribat en gran quantitat des dels quatre racons de l'illa per assistir a la tan esperada semifinal entre Bastia i OM. Pocs minuts abans de l'inici del partit, el públic està embogit. I el que havia de passar, va passar. A les 20:20 hores, la part alta de la tribuna es va ensorrar, arrossegant milers d'espectadors a la seva caiguda. El balanç va ser dramàtic: 18 morts i més de 2.000 ferits.

#### El renaixement després del desastre
Després de la tragèdia de Furiani, l'Sporting es va veure obligat a jugar els seus partits de local a Mezzavia, al terreny de joc del GFCA, durant la major part de la temporada 1992/1993. També es van jugar dos partits a Ais de Provença, que van posar a disposició el seu estadi. Només els últims quatre partits es van jugar a Furiani, que va poder tornar a acollir partits de lliga. Gràcies en especial als joves del centre de formació com Laurent Casanova, Pascal Camadini, Charles Poggi, Laurent Moracchini, François Mosali, Olivier Anziani, etc., l'Sporting va acabar 7è i es va mantenir malgrat aquestes dificultats a la Division 2, gràcies especialment al suport incondicional dels seus aficionats.
La temporada 1993/1994 va ser la del renaixement. Després de la victòria a l'última jornada contra el Nancy (1 - 0, gol de Laurent Casanova), el Bastia va pujar a la tercera posició de la classificació i va validar el seu bitllet per a la D1. Els aficionats bastiais van deixar anar la seva eufòria i van envair la gespa de Furiani al xiulet final.
Dos anys després del desastre de Furiani, els Blaus van tornar a la primera divisió després de vuit temporades passades a l'avantcambra de l'elit. Les escenes d'alegria es van allargar fins a la matinada per celebrar aquest ascens inesperat.

### El retorn a la Division 1 del S.C. Bastia[11]
Després de vuit temporades a la segona divisió i el desastre de Furiani de 1992, suposa un renaixement inesperat pel club. El retorn a la D1 coincideix amb el nomenament de Frédéric Antonetti, fins llavors responsable de la formació des del 1990, com a entrenador del primer equip.

#### L'ambició redescoberta durant l'època Antonetti
Quan va tornar a l'elit la temporada 1994/95, el club entrenat per Antonetti, antic jugador blau, arriba a la final de la Copa de la Lliga francesa de futbol, de la qual aquella temporada se'n va disputar la primera edició, però els Blaus perden per 2 - 0 enfront del Paris Saint-Germain Football Club, al Parc dels Prínceps, el 3 de maig de 1995. A la lliga l'Sporting va acabar en una modesta quinzena posició. El nou fitxatge, el iugoslau Anton Drobnjak, s'adapta bé al campionat francès, ja que finalitza la temporada amb dotze gols marcats. La temporada 1995/96, l'equip repeteix la quinzena posició a la lliga i Drobnjak es confirma marcant una vintena de gols.
Integrat per jugadors com Morlaye Soumah, Laurent Casanova, Cyril Rool, Anto Drobnjak, Lubomir Moravcik, o Piotr Swiercewski, l'equip de Fred Antonetties va classificar en el setè lloc la temporada 1996/97 i va accedir a disputar la Copa Intertoto de la UEFA, que va guanyar l'estiu de 1997 contra el Halmstads BK suec (0 - 1 a Suècia i 1 - 1 a Furiani amb un gol d'Ousmane Soumah que va fracturar-se les cervicals, estant indisponible durant un any). Amb aquesta victòria l'SCB va aconseguir el seu bitllet per a la Copa de la UEFA 1997/1998, trenta anys després de l'èpica europea del 1978.

#### Bastia torna a la Copa de la UEFA
Als trentadosens de final, l'Sporting va rebre al Sport Lisboa e Benfica el 16 de setembre de 1997. En un ple estadi Armand Cesari, va guanyar 1 - 0 amb un gol d'André (80). A la tornada el 30 de setembre, els Turchinu aconsegueixen empatar (0 - 0) a l'Estádio da Luz i es van classificar per a la següent ronda.
L'Steaua Bucarest va ser el següent contrincant de l'Sporting. Tot i una bona actuació a l'anada a Romania el 21 d'octubre, els bastiais van fallar diverses oportunitats. Reduïts a deu després de l'expulsió de Swiercewski, van perdre per 1 - 0 amb un gol de Hrib (66). En el partit de tornada a Furiani el 4 de novembre de 1997 (durant el qual les antigues glòries de l'èpica 78 van ser convidades i aclamades pel públic), els romanesos van mostrar un gran realisme i dominaven al descans gràcies a un doblet de Munteanu (14, 40). A la segona part, Daye Prince va aconseguir reduir el marcador (51), i ell mateix va aconseguir empatar (67). Fins i tot, Frédéric Mendy va donar l'avantatge al SCB al final del partit (77), que va guanyar per 3 gols a 2, però serà el Steaua qui es classificarà, beneficiant-se dels gols marcats fora de casa.
L'aventura europea va acabar aquí per Bastia, que va acabar novè la temporada 1997/98, mentre que Fred Antonetti va marxar al Japó per entrenar al Gamba Osaka.

#### Marxa i retorn d'Antonetti
La temporada 1998/99, el club tindrà ni més ni menys que tres entrenadors: Henri Kasperczak, substituït a l'octubre per Laurent Fournier, que improvisarà com a entrenador fins a l'abril. José Pasqualletti va prendre finalment les regnes de l'equip per acabar la temporada, on el club va finalitzar en tretzena posició.
La temporada següent va suposar el retorn d'Antonetti, de tornada de la seva experiència japonesa. Amb ell, l'Sporting va aconseguir una bona desena posició al final d'aquesta temporada 1999/00 i va arribar a la semifinal de la Copa de la Lliga, eliminat pel PSG (4-2) l'1 d'abril del 2000.
El 2000/01, els bastiais van realitzar un excel·lent començament de temporada i van estar regularment al podi fins a la 12a jornada. Encapçalat per un atac de xoc compost per André i Née, el SCB va continuar en la cursa per aconseguir una plaça europea fins a les deu últimes jornades del final del campionat. Però al tram final, els resultats no van acompanyar i el club s'ha de conformar amb un vuitè lloc, tot i que disposava de mitjans suficients per classificar-se a la UEFA. Després d'aquest fracàs, Antonetti va abandonar el vaixell de Bastia, que va començar a navegar a aigües problemàtiques.

#### El desencís de l'Sporting
L'entrenador de Tolosa, Robert Nouzaret, es va incorporar a Bastia la temporada 2001/2002. La plantilla està delmada per les sortides, i no menys importants: el jugador Yann Lachuer marxa a l'Association de la Jeunesse Auxerroise, la parella de davanters Pierre-Yves André i Frédéric Née, fitxen respectivament pel Football Club de Nantes i l'Olympique de Lió, mentre que Piotr Swierczewski es va unir a l'Olympique de Marsella. Cyril Domoraud, cedit, torna al Football Club Internazionale Milano, mentre que Eric Durand fitxa per l'Stade Rennais Football Club.
Entre els reclutes, s'inclouen entre altres Tony Vairelles, Cyril Jeunechamp, Antar Yahia, Fabrice Jau, Nicolas Dieuze, mentre que Nicolas Penneteau i Patrick Beneforti, productes del centre de formació, es llancen a la part més profunda del D1. L'Sporting va aguantar l'onzè lloc i va arribar a la final de la Copa de França per enfrontar-se al Football Club Lorient Bretagne Sud.
Però els jugadors de Bastia no van poder jugar un bon partit. El Lorient, amb l'únic gol del partit marcat per Darcheville abans del descans, va donar la victòria al Merlus. Una derrota de gust amarg per als seguidors de Bastia, 35.000 dels quals eren presents a l'estadi de França l'11 de maig de 2002 (entre els quals 25.000 havien viatjat des de Còrsega).
Gérard Gili va agafar el relleu de Nouzaret l'estiu del 2002, que només va romandre al club durant un any. Durant la temporada 2002/03, Bastia va acabar dotzè. L'any següent, l'Sporting va estar molt a prop del descens, acumulant males actuacions a casa, amb 5 derrotes i 6 empats. Aquesta ineficàcia a Furiani, combinada amb els pobres resultats a l'exterior, va donar lloc a un 17è lloc al final del campionat, el maig del 2004.
La temporada 2004/2005 va acabar amb l'Sporting en perdició total. Com a la temporada anterior, els mals resultats es van succeir. A les vacances d'hivern de la temporada 2004/2005, el club es troba en una posició de descens, amb només 4 victòries en 19 partits. L'staff del SC Bastia ho intenta tot reclutant a Christian Karembeu, campió del món de 1998 a la recerca d'un darrer repte. La segona part de la lliga, tot i que una mica millorada, no va impedir que el club descendís a la Ligue 2 el 2005, any del centenari de l'Sporting Club de Bastia, després d'onze anys consecutius a la Ligue1.

### La recaiguda del SC Bastia
Després del descens a la Ligue 2 el 2005, el club vol aconseguir una remuntada immediata i contracta Bernard Casoni com a entrenador.

#### Un ascens fallit i una falta d'ambició
Durant la temporada 2005/2006, l'Sporting va estar regularment al podi fins a la jornada 32. Tot i que l'ascens semblava segur, els jugadors van tenir una sèrie de males actuacions al final del campionat i finalment van acabar en el 6è lloc de L2. L'actitud d'alguns jugadors va costar al club la pujada que es va prometre, per a menyspreu de l'afició.
Des de llavors, Bastia s'estanca a la Ligue 2, on segueix cada temporada entre la 2006/2007 i la 2008/2009 i la meitat de la classificació. El club assegura la permanència i no té objectius esportius. La comunicació entre directius i aficionats és inexistent i la bretxa s'amplia entre el club i el públic.

#### Segon descens en cinc anys per al SCB
Al final de la temporada 2008/2009, Bernard Casoni va ser substituït per Philippe Anziani, que fins aleshores estava al capdavant del centre de formació del Bastia.
La contractació a l'estiu està mal gestionada, ja que el club registra les sortides de gairebé deu jugadors (Ejide, Maire, Cherrad, Dao, Mendy, Conombo, Grimaldi i la devolució dels jugadors cedits Ludovic Genest i Nicolas Marin) només per alguns reforços. El club volia intentar apostar per desenvolupar els joves del centre de formació, inclosos Christophe Gaffory, Wahbi Khazri, Johan Martial, Jean-Jacques Rocchi o fins i tot Jules Goda. Però, lògicament, aquests últims no tenen l'experiència i les espatlles prou fortes per a ser titulars a la Ligue 2 durant tota una temporada.
Els resultats es noten i el club està a l'última posició a la treva de la temporada 2009/2010, on arriba un nou equip directiu que contracta l'entrenador Faruk Hadzibegic, així com diversos jugadors per enfortir l'equip (Mathieu Robail, Jacques - Désiré Périatambée, més les cessions de Grégory Lorenzi i Xavier Pentecôte). La segona part de la temporada és bona, però la diferència de punts és massa important i malauradament no permet la permanència a la Ligue 2, el club queda relegat a National, després de quaranta-cinc anys en el món professional.

#### La renovació de l'Sporting
Després d'una temporada 2010/2011 excepcional sota la direcció de Frédéric Hantz, el SC Bastia es coronà campió de National i torna a la Ligue 2, un any després d'abandonar-la. Amb la conservació de la columna vertebral de l'equip i les arribades de Jérome Rothen i Ludovic Genest en particular, l'Sporting espera seguir la seva dinàmica i el seu joc decididament cap a l'ofensiva, amb l'esperança de trobar el L1 a curt termini.
Els dirigents del Bastia s'havien donat tres anys per unir-se a l'elit; un objectiu que s'assolirà en només un any. Els Turchinu lideren el campionat i guanyen el títol de Ligue 2 el 2 de maig de 2012 contra Metz. El Bastia torna a la Ligue 1 després de set anys.

### Retorn a la Ligue 1 (2012 - 2017)
El SC Bastia és 13è després de la primera part del campionat de Ligue 1 2012-2013. Aquesta primera part del campionat és complicada per al club cors després d'un partit a porta tancada contra l'Olympique de Marsella i un partit "a casa" contra l'Association Sportive Nancy-Lorraine però a Gueugnon, amb 22 punts i la pitjor defensa del campionat de la Ligue 1. El 23 de desembre de 2012, el SCB va reclutar el tercer porter de l'equip francès Mickaël Landreau, lliure de qualsevol contracte, que serà el regal de Nadal dels seguidors de Bastia. L'Sporting va aconseguir marcar 12 gols en tres partits (contra l'Olympique de Lió, el Valenciennes Football Club i l'Stade Brestois 29) una gesta que no havia aconseguit durant trenta-cinc anys (campionat de futbol francès 1977-1978) i fins i tot quatre gols en tres partits consecutius (gesta assolida per primera vegada pel SC Bastia a la Ligue 1).

#### 2013-2015: Post-Hantz, una transició delicada
La temporada 2013-2014 serà l'última per a Frédéric Hantz, que la direcció del club no prorroga i deixarà el SCB per passar un any sabàtic dels terrenys de joc. El primer partit, perdut a La Beaujoire contra el FC Nantes per 2-0, serà objecte d'una autoreferència per part de la LFP: va entrar en joc un jugador de Nantes (Abdoulaye Touré), mentre que posteriorment va ser suspès de tres targetes grogues rebudes al final de la temporada anterior als campionats sub-19 i CFA. Després d'aquesta observació, el SCB es va posicionar per recuperar el benefici del partit i va recuperar els tres punts de la victòria. A partir del 02/09/2015, després d'esgotar els diversos recursos esportius (LFP, FFF, CNOSF) i judicials (tribunals administratius) del FC Nantes que va veure desestimats tots els seus recursos, la LFP està obligada a ratificar definitivament la classificació de la Lliga 1 per la temporada 2013-2014, sent executiva la sentència del Tribunal Administratiu de Nantes. Per tant, el SC Bastia va acabar oficialment 10è i el FC Nantes al 13è lloc.
Malgrat tot, és en l'àmbit esportiu que hi ha moviment: l'eix vertebrador de l'equip campió de National i Ligue 2 deixa el club (Jérôme Rothen, Jérémy Choplin, Mathieu Sans, Gaël Angoula, Novaes) mentre que Anthony Modeste s'uneix a Hoffenheim. Florian Thauvin es ven a Lille, mentre que Vincent i Agostini es presten a CAB. Pel que fa a les arribades, el club es reforça amb les arribades dels internacionals corsos Sébastien Squillaci i François Modesto a l'eix central de la defensa. Les apostes de L1, Drissa Diakité, Claudiu Keserü, Koffi N'Dri Romaric i Ryad Boudebouz (a l'últim moment) s'uneixen a les files del SCB, Landreau s'allarga per un any, mentre que Miloš Krasić, exjugador internacional de la Juventus Football Club, i en aquell moment al Fenerbahçe Spor Kulübü és cedit per una temporada (800.000 euros, sou inclòs). Jean-Louis Leca torna al SCB després de cinc anys passats a Valenciennes.
A la finestra de transferències hivernals, més enllà del retorn de Sambou Yatabaré durant sis mesos, en préstec de l'Olympiakos al qual va ser venut sis mesos abans, l'arribada de Djibril Cissé durant divuit mesos és la que fa l'actualitat sobre les transferències als seguidors.
L'esdeveniment principal serà el rècord del nombre de partits L1 jugats per Jean-Luc Ettori, superat per Mickaël Landreau (613 partits).
L'arribada de Claude Makélélé Sinda es registra el juny del 2014. L'exajudant de Laurent Blanc al PSG obté el lloc d'entrenador principal per primera vegada en la seva carrera, en un període crucial de la història del club. Porta els exparisencs Alphonse Areola i Hervin Ongenda i el jove colombià, Joao Rodriguez (Chelsea), en préstec per un any. El lateral dret brasiler Apodi arriba i se'n va tres setmanes després, amb la cancel·lació del contracte per falta d'adaptació al futbol europeu. Juan Pablo Pino, antic monegasc, signa per un any mentre que el davanter Brandao signa per dos anys. Guillaume Gillet arriba cedit una temporada per l'Anderlecht, així com l'exjugador de l'Athletic Club Ajaccien, Gadji Tallo, l'esperança senegalesa del Sunderland El Hadji Ba i el davanter belga Benjamin Mokulu, que arriba de Malines al final de la finestra de transferències. Aquesta cascada de jugadors cedits respon a una necessitat immediata de renovació de la plantilla, ateses les nombroses sortides: Adama Ba i Joseph Barbato se cedeixen respectivament a Niort (L2) i Colomiers (Nacional) mentre que Florian Raspentino, Sambou Yatabaré, Miloš Krasić i Gianni Bruno retornen als seus clubs d'origen després de les cessions.
La suspensió de Brandao per sis mesos, després del seu cop de cap a Thiago Motta després del partit contra el PSG al Parc dels Prínceps el 16 d'agost de 2014, i les lesions recurrents de Djibril Cissé es preocupen pel potencial atacant malgrat un inici de temporada que va tronar contra l'OM (3-3 i un doblet del nouvingut Christopher Maboulou, exChateauroux). Després de 6 derrotes en 12 partits i només 10 punts, Makelele és destituït per la direcció per resultats insuficients. Un únic punt positiu: la primera victòria al terreny de joc de l'històric rival, l'Olympique Gymnaste Club de Nice-Côte d'Azur (0-1) després de vint anys. Aquest partit va estar marcat per greus incidents, després del desplegament de la bandera corsa del porter Jean-Louis Leca, percebut com una provocació pel capità del Niça, Didier Digard. Es va produir una gran disputa, on els jugadors del Bastia van ser atacats per membres de la seguretat del Niça, abans que els seguidors envaïssin el terreny de joc. Les sancions adoptades sobre aquests fets es van reduir a un simple tancament parcial de l'Allianz Riviera.
Ghislain Printant, director del centre de formació i exentrenador ajudant de Montpeller, accepta l'interinat al capdavant del primer equip, assegurant que aquesta serà una missió provisional. Elie Baup descartat, Frédéric Hantz consultat sense èxit, Frédéric Antonetti es nega després d'uns dies de reflexió, prefereix inscriure's a llarg termini al club i es nega a ser un bomber. A partir de llavors, Printant va mantenir les regnes de l'equip. Mokulu (Avellino), Pino (baixa), Rodriguez (rp Chelsea) i Barbato (baixa) abandonen el club, que va incorporar Gaël Danic durant divuit mesos i Lyes Houri, jove promesa del Valenciennes, per tres anys. Giovanni Sio, davanter ivorià del F.C. Basilea, va arribar cedit per sis mesos.
Les setmanes posteriors al nomenament de Printant van ser difícils (una victòria contra Montpeller i 3 derrotes consecutives a Reims i Saint-Étienne i contra Évian), però el contingut dels partits va tornar a ser positiu. La victòria contra el Stade Rennes inaugura una sèrie d'invencibilitat a la lliga, però també a les copes nacionals: el SCB jugà a Quevilly (CFA) amb un equip format només per tres titulars professionals, la resta del grup va estar format per joves del centre de formació entre els quals es trobaven Julien Benhaim o Sacha Valéry, fill de l'ex defensa del Bastia, Patrick Valéry, que solia jugar al CFA2 o al Campionat Nacional Sub19. Amb Thomas Vincensini a la porteria, l'Sporting va perdre als penals.

#### 2015-2017: Problemes financers i controvèrsies
A principis de gener del 2015, Bastia va crear sensació guanyant brillantment el PSG (4-2) a l'Stade Armand Cesari, tot i que a l'inici del partit, el conjunt cors perdia per 0-2. No obstant això, al marge d'aquesta victòria, va esclatar una controvèrsia; En una pancarta es podia llegir "Qatar finança el PSG... i el terrorisme".
La Copa de la Lliga francesa de futbol va fer vibrar als seguidors: després d'haver eliminat successivament Auxerre (3-1), Caen (3-2 amb pròrroga) i Rennes (3-1), a Mònaco, Ghislain Printant i els seus homes van guanyar la semifinal després d'una sessió interminable de penals (6 a 7, 9 tirs cadascun) i es van guanyar el dret a enfrontar-se al París Saint Germain a la final, vint anys després de la primera edició, que ja es va oposar als dos clubs (el PSG va guanyar la primera edició 2-0). En aquesta nova final, el conjunt cors va ser derrotat per 4-0. El partit va estar marcat especialment per una controvèrsia relacionada amb l'arbitratge. A partir del minut 20, Sébastien Squillaci va ser expulsat per una falta a Ezequiel Iván Lavezzi, expulsió acompanyada d'un penal convertit per Zlatan Ibrahimović, que va aniquilar les ja difícils possibilitats del club cors per superar l'ogre parisenc.
L'estiu del 2015, la DNCG va descendir el SC Bastia a la Ligue 2, per no haver aportat les garanties financeres necessàries per a la seva permanència: faltaven 1,3 milions d'euros. Els diners de la transferència de Ryad Boudebouz al Montpellier Hérault Sport Club (1,7 milions d'euros), poc abans, encara no s'havien transferit. El SCB va apel·lar immediatament. La DNCG valida llavors que els corsos continuin a la Ligue 1 el 17 de juliol de 2015.
La temporada 2015-2016 el Bastia incorpora jugadors com Sadio Diallo (Stade Rennais Football Club), Yassine Jebbour (Montpellier Hérault Sport Club), Seko Fofana (Manchester City Football Club), Jesper Hansen (Évian Thonon Gaillard FC), Mehdi Mostefa (Football Club Lorient Bretagne Sud), Axel Ngando (Stade Rennais Football Club) i Florian Raspentino (Stade Malherbe Caen Calvados Basse-Normandie).
Tot i que a les primeres jornades l'equip ocupa posicions que donen accés a classificar-se per a les competicions europees, a mesura que va avançant la competició, l'equip va perdent posicions, Ghislain Printant és destituït i el seu substitut és François Ciccolini, qui ava treure el Bastia de la zona baixa de la classificació, aconseguint victòries de mèrit a l'Stade Armand Cesari contra L'Olympique Lyonnais (1-0) o l'Olympique de Marseille (2-1).
Finalment el Bastia finalitza el campionat en una còmoda desena posició.
A la Copa francesa de futbol, va ser eliminat a setzens de final pel Football Club Sochaux-Montbéliard (1-2), mentre que a la Copa de la Lliga francesa de futbol, d'on era el finalista de la temporada anterior, va ser eliminat al setzens de final per l'Stade Rennais Football Club (0-1).
La temporada 2016-2017 serà caòtica sobretot en l'àmbit esportiu. Tot i les incorporacions estivals entre les quals destaquen les d'Allan Saint-Maximin i d'Enzo Crivelli, ambdós cedits pel Football Club des Girondins de Bordeaux, el Bastia mai aconseguirà abandonar la zona baixa de la classificació.
Durant la primera del campionat de la temporada 2016-17, contra el Paris Saint-Germain Football Club, un seguidor colpeja Lucas Moura amb un pal de bandera. El Bastia serà condemnat a un partit a porta tancada i a 20.000 euros de multa. Al gener, Mario Balotelli denuncia insults racistes contra ell per part d'alguns fans corsos. La LFP infligeix un tancament parcial de tres partits de l'Stade Armand Cesari, així com una retirada d'un punt. Els problemes també es produeixen entre bastidors amb una reunió presencial entre accionistes i al voltant d'una trentena de simpatitzants.
El 16 d'abril de 2017, durant el partit entre Bastia i l'Olympique de Lió, es van produir incidents durant aquest. A l'escalfament, fans i fins i tot els directius corsos van desbordar el servei de seguretat i van atacar els jugadors del Lió. Acusaven als jugadors lionesos d'haver-se deixat guanyar per un rival directe en la lluita per evitar el descens, el Football Club Lorient Bretagne Sud (0-4) una setmana abans. El partit va començar amb una hora de retard. A la mitja part, es produeixen de nou incidents. La LFP va decidir aturar definitivament el partit quan el marcador reflectia empat (0-0). El consell disciplinari de la LFP va decidir atorgar la victòria sobre el terreny de joc a l'Olympique Lyonnais. I el Bastia va ser obligat a jugar tres partits a porta tancada o a camp neutral.
Tot i el canvi d'entrenador al mes de febrer (François Ciccolini va ser substituït pel portuguès Rui Almeida), els greus problemes defensius del conjunt cors, fan que malgrat arribar amb opcions de salvació a l'última jornada, la derrota al Velodrome contra l'Olympique de Marsella (1-0) condemni l'equip cors a l'última posició i, per tant, al descens a la Ligue 2.
A la Copa francesa de futbol i a la Copa de la Lliga francesa de futbol, les coses tampoc van anar bé i el S.C. Bastia, va ser eliminat als trentadosens de final pel Paris Saint-Germain Football Club i als setzens de final per l'En Avant de Guingamp als penalts, respectivament.

#### Descens administratiu (2017)
El 22 de juny de 2017, la DNCG va degradar els corsos a Nacional sense poder presentar garanties per jugar a la Ligue 2. Decisió formalitzada el 25 de juliol de 2017. El club va perdre la seva condició professional l'1 d'agost de 2017, una primera des de 1965. 4 d'agost, 2017, els dirigents del Bastia anuncien als socis que podrien declarar-se en fallida i començar a Nacional 3.

### Remuntada fins al món professional
El 10 d'agost de 2017, deu potencials compradors decideixen renunciar al seu projecte d'adquisició, afirmen que la secció d'aficionats es troba en una situació catastròfica. Després de la fallida de l'estructura professional, l'associació es troba en perill: Bastia hauria de començar a la Regional 2. És, doncs, la primera vegada que un equip francès passa de l'esglaó més alt al més baix del campionat nacional en l'espai d'un any.
El 17 d'agost de 2017, el club començarà finalment a Nacional 3 amb dos nous accionistes, Claude Ferrandi i Pierre-Noël Luiggi i Stéphane Rossi com a nou entrenador.

#### Nacional 3 (2017-2019)
Situat al grup D (Còrsega/Mediterrani), el club ha tingut un inici de campionat marcat per tres empats consecutius. Hem d'esperar fins al 28 d'octubre de 2017 per veure la victòria del Bastia contra el Gallia-Lucciana (0-1). A partir d'aleshores, el club va encadenar els resultats positius. El 16 de desembre de 2017, l'Sporting suma 6 victòries en 11 partits jugats i ocupa la tercera posició del seu grup, a tres punts del líder, Union Sportive Marseille Endoume Catalans. Finalment, malgrat els intents per fer-se amb la primera posició, l'Sporting Club de Bastia finalitza segon, havent de disputar una nova temporada a Nacional 3.
La temporada 2018-2019 va començar de la millor manera amb 3 victòries en els tres primers partits (tots a casa): 4-1 contra Pontet, 6-0 contra l'equip reserva de l'Athletic Club Ajaccien i 2-1 contra l'Associació Esportiva de Cannes. A mitja temporada, l'Sporting Club de Bastia lidera el campionat amb només una derrota i 8 punts d'avantatge sobre els seus perseguidors. Després de 23 jornades, l'Sporting Club de Bastia és primer amb 16 victòries, 3 empats i 1 derrota, 51 punts a la classificació i deu punts d'avantatge sobre el segon. L'ascens a Nacional 2 s'assoleix amb un empat contra el Gallia-Lucciana (0-0) a la jornada vint-i-tres.
L'Sporting Club de Bastia també va arribar als vuitens de final de la Copa francesa de futbol, però va perdre contra l'Stade Malherbe Caen Calvados Basse-Normandie (Ligue 1) als penals.

#### Nacional 2 (2019-2020)
Centrat cap a la temporada a National 2, el club juga el 3 d'agost de 2019 la final de la Copa de Còrsega iniciada l'any anterior i la final de la qual s'havia ajornat. L'Sporting es va imposar per 1-0 a l'A.S. Furiani-Agliani gràcies a un gol de Yoan Bocognano al final del partit i va començar la temporada de la millor manera possible aixecant un primer trofeu, un trofeu que s'escapava al club des del 2007 (la final l'havia guanyat el reserva). Per trobar rastre d'una Copa de Còrsega guanyada pel primer equip, cal remuntar-se al 1962.
La temporada 2019-2020 Nacional 2 comença molt bé per a l'Sporting Club de Bastia amb 3 victòries dels 3 primers partits. Després d'una increïble mà a mà amb el CS Sedan Ardennes, i un desplaçament amb 1.200 aficionats per al partit de tornada entre els dos equips (0-0), l'Sporting Club de Bastia acabarà primer del campionat després de l'aturada de la temporada per coronavirus.

#### Nacional (2020-2021)
Ascendit a Nacional i molt ràpidament privat del seu públic a causa del coronavirus, el club va fer una temporada perfecta, sobrevolant tot el campionat amb Quevilly Rouen. El 28 d'abril, després d'una derrota de l'U.S. Orleans, l'Sporting va validar el seu accés a la Ligue 2 i el seu retorn al món professional . Uns dies després, el 10 de maig, l'Sporting es coronava campió Nacional per segona vegada en la seva història (deu anys després del seu primer títol) en guanyar la "final" del campionat sobre el terreny de Quevilly, segon de la classificació, gràcies a un gol de Julien Le Cardinal .

### L'Sporting Club de Bastia de nou al futbol professional

#### Ligue 2 (2021 -)
Pel seu retorn al futbol professional quatre temporades després, l'Sporting Club de Bastia, amb Mathieu Chabert al capdavant, va incorporar a Thomas Vincensini (Racing Club de Lens), Johny Placide (Tsarsko Selo Sofia), Kylian Kaïboué (Montpellier HSC), Joris Sainati (Athletic Club Ajaccien), Tom Ducrocq (Racing Club de Lens), Lloyd Palun (En Avant de Guingamp), Idriss Saadi (Racing Club de Strasbourg Alsace), Kenny Nagera (Paris Saint-Germain Football Club) i Adil Taoui.
Com a baixes únicament l'emblemàtic capità Gilles Cioni, que va retirar-se, Sam Guibert, cedit al F.C. Bastia Borgo i la de Lorenz Assignon, que va tornar a l'Stade Rennais Football Club, després de la seva cessió.
Després de nou jornades de lliga disputades, el Bastia era divuitè, plaça de promoció per a la permanència, amb només una victòria, quatre empats i quatre derrotes.
La directiva va destituir l'entrenador Mathieu Chabert després de la derrota contra el Valenciennes Football Club, fent-se càrrec de l'equip de forma provisional Frédéric Zago i Cyril Jeunechamp (victòria per 2-0 en el derbi cors enfront l'Athletic Club Ajaccien i derrota per 2-0 enfront l'USL Dunkerque), abans d'anomenar com a nou entrenador a Régis Bruard.
Amb l'arribada del nou entrenador milloren el joc i lleugerament els resultats, però l'Sporting Club de Bastia, que es reforça amb Frank Magri (Angers Sporting Club de l'Ouest), Yacouba Sylla (Mouloudia Club d'Oujda), Zacharie Boucher (Aris de Salònica) i Harrison Manzala, no s'aconsegueix escapar de la zona baixa de la classificació fins a la jornada vint, quan una victòria a l'Stade Armand-Cesari contra Quevilly-Rouen per 3-0 els permetrà sortir de forma definitiva de la zona de promoció.
Mentrestant a la Copa de França realitza un molt bon torneig, eliminant al Fougères AGLD (0-2), Les Herbiers VF (1-1 i 3-4 als penals), Hauts Lyonnais (1-3), Clermont Foot 63 (2-0), Stade de Reims Champagne (1-1 i 3-5 als penals), essent eliminat només pel Football Club de Nantes (2-0) als quarts de final.
Un cop ja centrat únicament en la lliga, l'Sporting Club de Bastia, va assolir la permanència matemàtica en guanyar al Paris F.C per 2 - 1 a l'Stade Armand-Cesari, a tres partits pel final de la temporada, acabant el campionat en dotzena posició.
L'estiu del 2022 l'Sporting Club de Bastia incorpora el porter Julien Fabri (La Berrichonne de Châteauroux), el lateral dret Kévin Van Den Kerkhof (F91 Dudelange), el lateral esquerre Dylan Tavares (Neuchâtel Xamax Football Club), el central Abdoulaye Ndiaye (cedit per l'Olympique de Lió), el defensa Issiar Dramé (F.C. Lviv), el migcampista Tom Ducrocq (cedit amb opció obligatòria de compra pel Racing Club de Lens), el migcampista Yohan Baï (PFK CSKA Sofia), el migcampista Jocelyn Janneh (Kayserispor Kulübü) i l'extrem Migoel Alfarela (Paris Football Club).
Entre les baixes van destacar les de Yohan Bocognano (Gazélec Football Club Ajaccio) i la de Julien Le Cardinal (Paris F.C.).
Després d'un inici de lliga irregular, amb victòries enfront l'Stade Cheminot Niortais (1-4) o el Grenoble Foot 38 (3-0) i derrotes contra l'Stade Levallois (0-2), l'Amiens Football Club (3-1), el Rodez A.F. (0-2) i l'Association Sportive de Saint-Étienne Loire (5-0), el conjunt Turchinu va encadenar una bona ratxa amb tres victòries i un empat que van situar-lo a la zona mitjana-alta de la classificació.
El dilluns 17 d'octubre en el partit enfront del Football Club des Girondins de Bordeaux, l'Sporting Club de Bastia va celebrar els noranta anys de l'Estadi Armand Cesari.
El partit va ser molt disputat i igualat fins que al minut vuitanta-tres un gol de cap de Danylo Ignatenko, semblava aigualir la festa i donar el triomf al conjunt de Bordeus, però en el temps afegit un gol de falta de Kévin Van Den Kerkhof, va permetre empatar el partit i cloure amb bon regust de boca la celebració.
En els següents partits l'Sporting Club de Bastia, no va aconseguir bons resultats, apropant-se a la zona perillosa de la classificació, just abans de l'aturada per la disputa de la Copa del Món de Futbol de 2022.
Un cop represa la competició, el canvi de sistema introduït per Régis Brouard, que va passar del 3-5-2 a un 3-4-3, i els reforços del lateral dret Florient Bohnert (F.C. Progrès Niederkorn) i del davanter Kapit Djoco (F.C. Versailles), faran que l'Sporting Club de Bastia agafi una dinàmica positiva de joc i resultats, amb cinc victòries i un empat, que van tornar a situar l'equip Turchinu a la zona mitjana-alta de la classificació.
Quan faltaven nou jornades per a la finalització de la temporada, l'Sporting Club de Bastia va aproximar-se a la segona posició, fet que va fer somiar als seguidors corsos amb un possible ascens a la Ligue 1. Al final, el club Turchinu va acabar en quarta posició.
A la Copa de França, l'Sporting Club de Bastia va ser eliminat als trenta-dosens de final pel Football Club Lorient Bretagne Sud als penals.

## Palmarès
Palmarès de l'equip.

### Títols nacionals
- Ligue 2 (2): 1968 i 2012.
- National (2): 2011 i 2021.
- National 2 Grup A (1): 2020.
- National 3 Grup D (1): 2019.
- Copa francesa de futbol (1): 1981 (subcampió 1972 i 2002).
- Copa de la Lliga francesa de futbol: subcampió 1995 i 2015.
- Challenge des Champions (1): 1972.

### Títols internacionals
- Copa de la UEFA: subcampió 1978.
- Copa Intertoto de la UEFA (1): 1997.

### Títols regionals
- Championnat DH Corsica (17): 1922, 1927, 1928, 1929, 1930, 1931, 1932, 1935, 1936, 1942, 1943, 1946, 1947, 1949, 1959, 1962 i 1963.
- Coupe de Corsica (15): 1928, 1929, 1930, 1931, 1932, 1936, 1943, 1946, 1951, 1954, 1958, 1959, 1960, 1962 i 2019.

### Altres competicions
- Copa dels Alps de futbol: subcampió 1977.
- Tournoi Black Stars (2): 1988 i 1989.

### Trofeus amistosos
- Trofeu de l'amistat Sardocorsocatalana (1): 1978.
- Challenge Jean Steuvenot (3): 2002, 2003 i 2005.
- Challenge Michel Moretti (1): 2011.

## Historial en competicions nacionals i internacionals
| Campionat  | Temporades | Títols | PJ    | PG  | PE  | PP  | GF    | GC    | DIFF  |
| ---------- | ---------- | ------ | ----- | --- | --- | --- | ----- | ----- | ----- |
| Ligue 1    | 34         | -      | 1.264 | 434 | 299 | 531 | 1.542 | 1.813 | - 271 |
| Ligue 2    | 19         | 2      | 688   | 293 | 178 | 217 | 927   | 781   | + 146 |
| National   | 2          | 2      | 74    | 46  | 19  | 9   | 138   | 52    | + 86  |
| National 2 | 1          | 1      | 21    | 17  | 2   | 2   | 37    | 15    | + 22  |
| National 3 | 2          | 1      | 50    | 34  | 12  | 4   | 108   | 27    | + 81  |

| Competició                | Participacions | PJ | PG | PE | PP | GF | GC | Millor participació     |
| ------------------------- | -------------- | -- | -- | -- | -- | -- | -- | ----------------------- |
| Recopa d'Europa de futbol | 2              | 6  | 1  | 3  | 2  | 8  | 6  | Vuitens de final (1982) |
| Copa de la UEFA           | 2              | 16 | 10 | 2  | 4  | 31 | 23 | Finalista (1978)        |
| Copa Intertoto de la UEFA | 3              | 16 | 8  | 2  | 6  | 22 | 15 | Campió (1997)           |
| Total competicions UEFA   | 7              | 38 | 19 | 7  | 12 | 61 | 44 |                         |

## Presidents
Presidents de l'Sporting Club de Bastia des de la fundació del club fins a l'actualitat.
| Nom                   | Període     | Palmarès |
| --------------------- | ----------- | --- |
| Émile Brandizi        | 1905 - 1908 | |
| Joachim Vincensini    | 1908 - 1914 | |
| Toussaint Maestracci  | 1919 - 1920 | |
| Charles Guitton       | 1920 - 1922 | Championnat DH Corsica (1922). |
| Joseph Cesari         | 1922 - 1925 | |
| Louis Ortenga         | 1925 - 1930 | Championnat DH Corsica (1927, 1928, 1929 i 1930) i Coupe de Corsica (1928, 1929 i 1930). |
| Pierre Luciani        | 1930 - 1933 | Championnat DH Corsica (1931 i 1932) i Coupe de Corsica (1931 i 1932). |
| Victor Lorenzi        | 1933 - 1973 | Championnat DH Corsica (1935, 1936, 1942, 1943, 1946, 1947, 1949, 1959, 1962 i 1963), Coupe de Corsica (1936, 1943, 1946, 1951, 1954, 1958, 1959, 1960 i 1962), Ligue 2 (1968) i Challenge des Champions (1972). |
| Joseph Frombolacci    | 1973        | |
| Paul Natali           | 1973 - 1979 | |
| Michel Sorbara        | 1979 - 1982 | Copa de França (1981). |
| François Vendasi      | 1982 - 1985 | |
| Joseph Gentile        | 1985 - 1986 | |
| Pierre Fantoni        | 1986 - 1989 | |
| Jean-François Filippi | 1989 - 1992 | |
| Yves Canarella        | 1992 - 1993 | |
| Louis Santoni         | 1993        | |
| François Nicolaï      | 1993 - 2004 | Copa Intertoto de la UEFA (1997). |
| Louis Multari         | 2004 - 2006 | |
| Charles Orlanducci    | 2006 - 2009 | |
| Julien Lolli          | 2009 - 2011 | Championnat de France de National (2011). |
| Pierre-Marie Geronimi | 2011 - 2017 | Ligue 2 (2012). |
| Claude Ferrandi       | 2017 -      | Championnat de France de National 3 (2019), Coupe de Corsica (2019), Championnat de France de National 2 (2020), Championnat de France de National (2021).                                                       |

## Entrenadors
Entrenadors de l'Sporting Club de Bastia a partir de 1957.
| Nom                              | Període                              | Palmarès                                                                               |
| -------------------------------- | ------------------------------------ | -------------------------------------------------------------------------------------- |
| Boumedienne Abderhamane          | 1957 - 1961                          | Championnat DH Corsica (1959) i Coupe de Corsica (1958, 1959 i 1960).                  |
| François Fassone                 | 1961 - 1963                          | Championnat DH Corsica (1962 i 1963) i Coupe de Corsica (1962).                        |
| Jules Nagy                       | 1963 - 1964                          |                                                                                        |
| André Strappe                    | 1964 - 1965                          |                                                                                        |
| Jules Nagy                       | 1965 - 1966                          |                                                                                        |
| Lucien Jasseron                  | 1966 - 1970                          | Ligue 2 (1968).                                                                        |
| Edmond Delfour                   | Setembre de 1970 - novembre de 1970. |                                                                                        |
| Jules Nagy                       | Novembre 1970 - mars 1971            |                                                                                        |
| Jean Vincent                     | Mars 1971- novembre 1971             |                                                                                        |
| Pierre Cahuzac                   | Novembre de 1971- desembre de 1979   | Challenge des Champions (1972).                                                        |
| Jean-Pierre Destrumelle          | Desembre 1979 - 1980                 |                                                                                        |
| Antoine Redin                    | 1980 - 1985                          | Copa de França (1981).                                                                 |
| Alain Moizan                     | 1985 - 1986                          |                                                                                        |
| Antoine Redin                    | 1986                                 |                                                                                        |
| Roland Gransart                  | 1986 - 1991                          |                                                                                        |
| René Exbrayat                    | 1991 - 1992                          |                                                                                        |
| Léonce Lavagne                   | 1992 - 1994                          |                                                                                        |
| Frédéric Antonetti               | 1994 - 1998                          | Copa Intertoto de la UEFA (1997).                                                      |
| Henryk Kasperczak                | Setembre de 1998 - novembre de 1998  |                                                                                        |
| Laurent Fournier                 | Novembre de 1998 - abril de 1999     |                                                                                        |
| José Pasqualetti                 | Abril de 1999 - juny de 1999         |                                                                                        |
| Frédéric Antonetti               | 1999 - 2001                          |                                                                                        |
| Robert Nouzaret                  | 2001 - 2002                          |                                                                                        |
| Gérard Gili                      | 2002 - 2004                          |                                                                                        |
| François Ciccolini               | 2004 - abril de 2005                 |                                                                                        |
| Eric Durand                      | Abril 2005 - juny 2005               |                                                                                        |
| Bernard Casoni                   | 2005 - 2009                          |                                                                                        |
| Philippe Anziani                 | Setembre de 2009 - novembre de 2009  |                                                                                        |
| Michel Padovani                  | Novembre de 2009 - desembre de 2009  |                                                                                        |
| Faruk Hadzibegic                 | Desembre de 2009 - maig de 2010      |                                                                                        |
| Frédéric Hantz                   | 2010 - 2014                          | Championnat de France de National (2011) i Ligue 2 (2012).                             |
| Claude Makélélé                  | Juny de 2014 - novembre de 2014      |                                                                                        |
| Ghislain Printant                | Novembre de 2014 - gener de 2016     |                                                                                        |
| François Ciccolini               | Gener de 2016 - febrer de 2017       |                                                                                        |
| Rui Almeida                      | Febrer de 2017 - juny de 2017        |                                                                                        |
| Réginald Ray                     | Juny de 2017 - agost de 2017         |                                                                                        |
| Stéphane Rossi                   | Agost de 2017 - octubre de 2019      | Championnat de France de National 3 (2019) i Coupe de Corsica (2019).                  |
| Mathieu Chabert                  | Octubre de 2019 - setembre de 2021   | Championnat de France de National 2 (2020) i Championnat de France de National (2021). |
| Frédéric Zago i Cyril Jeunechamp | Setembre de 2021 - octubre de 2020   |                                                                                        |
| Régis Brouard                    | Octubre de 2021 -                    |                                                                                        |

## Jugadors destacats
- Rachid Mekhloufi
- Pascal Chimbonda
- Claude Papi
- Anto Drobnjak
- Dragan Džajić
- Michael Essien
- Christian Karembeu
- Jean-François Larios
- Roger Milla
- Ľubomír Moravčík
- Pascal Olmeta
- Johnny Rep
- Piotr Świerczewski
- Alberto Tarantini
- Greg Vanney